# 310652 Hansjörgdittus
310652 Hansjörgdittus è un asteroide della fascia principale. Scoperto nel 2002, presenta un'orbita caratterizzata da un semiasse maggiore pari a 3,0094348 au e da un'eccentricità di 0,0542311, inclinata di 8,41413° rispetto all'eclittica.